# Aline Barros no Maracanãzinho: Caminho de Milagres
Aline Barros no Maracanãzinho: Caminho de Milagres é o segundo álbum de vídeo de Aline Barros, sendo o registro em DVD do álbum Caminho de Milagres, lançado pela gravadora MK Music em 2007. Foi gravado em 7 de junho de 2008 no Maracanãzinho, ginásio do Rio de Janeiro.
O disco foi indicado na categoria "Melhor DVD" no Troféu Talento em 2009, mas perdeu para Ao Vivo no Maracanãzinho do grupo Trazendo a Arca, gravado no mesmo local que Caminho de Milagres.

## Faixas
1. "Abertura"
2. "Vou Te alegrar"
3. "Conquista"
4. "Como Israel"
5. "Contar Meus Segredos"
6. "Detalhes"
7. "Caminho de Milagres"
8. "Deus que Move os Céus"
9. "Manancial"
10. "Diante da Cruz"
11. "Jesus, filho de Deus"
12. "Poder Para Salvar"
13. "Leva-me aos Sedentos"
14. "Cubra-me"
15. "Espero em Ti"
16. "Captura-me"
17. "Dueto de Baterias"
18. "Tudo é Teu"